# زمین‌لرزه ۱۹۵۲ کامچاتکا
زمین‌لرزه کامچاتکا  در تاریخ ۴ نوامبر ۱۹۵۲ میلادی، برابر با ‎۱۳ آبان ۱۳۳۱، ساعت ۱۶:۵۸:۲۶ به زمان یوتی‌سی در روسیه ، منطقه کامچاتکا رخ داد. بزرگی آن ۹ در مقیاس Mw اعلام شده‌است. زمین‌لرزه به وقت محلی در روز چهارشنبه، ساعت ۴ روی داده و منطقه زمانی آن یوتی‌سی +۱۲ بوده‌است (با لحاظ تغییر ساعت تابستانی).
سازمان زمین‌شناسی آمریکا نیز جای این زمین‌لرزه را در مختصات ۵۲°۴۵′شمالی ۱۵۹°۳۰′شرقی / ۵۲٫۷۵°شمالی ۱۵۹٫۵°شرقی و بزرگی آنرا برابر با ۹ در مقیاس ریشتر اعلام کرده‌است. ژرفای گزارش شده از سوی این سازمان ۴۵ کیلومتر می‌باشد.
سونامی نیز در این زلزله گزارش شده‌است.